# Naubolus
Naubolus is een geslacht van spinnen uit de familie springspinnen (Salticidae).

## Soorten
De volgende soorten zijn bij het geslacht ingedeeld:
- Naubolus albopunctatus Mello-Leitão, 1943
- Naubolus melloleitaoi Caporiacco, 1947
- Naubolus micans Simon, 1901
- Naubolus pallidus Mello-Leitão, 1945
- Naubolus posticatus Simon, 1901
- Naubolus sawayai Soares & Camargo, 1948
- Naubolus simplex Mello-Leitão, 1946
- Naubolus trifasciatus Mello-Leitão, 1927
- Naubolus tristis Mello-Leitão, 1922